# Seán Lemass

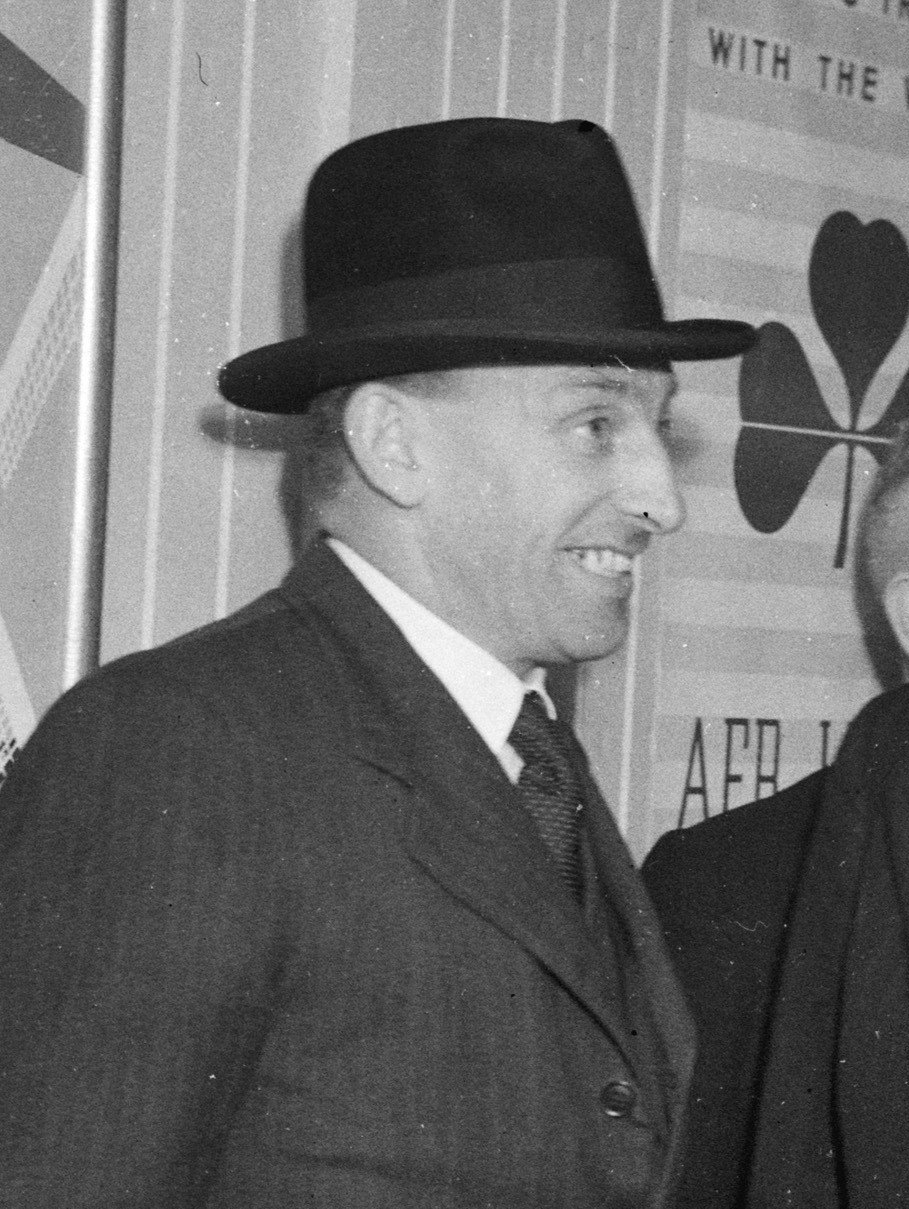
Seán Lemass (1947)

Seán Francis Lemass (* 15. Juli 1899 in Dublin; † 11. Mai 1971 ebenda) war ein irischer Politiker und Gründungsmitglied der Partei Fianna Fáil. Für den Wahlkreis Dublin South zog er 1924 (damals noch für Sinn Féin) in das irische Parlament ein. Er verteidigte sein Mandat als Teachta Dála dann ohne Unterbrechung bis zum Jahr 1969. Er war Minister für Wirtschaft, Minister für Versorgung, Vize-Premierminister und bekleidete zwischen 1959 und 1966 das Amt des Premierministers (Taoiseach) der Republik Irland.

## Jugend
Seán Lemass begann sich sehr früh in der irischen Unabhängigkeitsbewegung zu engagieren und schloss sich 1915 den Irish Volunteers an. 1916 nahm er aktiv am Osteraufstand teil und wurde verhaftet. Sein jugendliches Alter führte jedoch zu baldiger Haftentlassung.
Er blieb den Irish Volunteers verbunden, die sich dann als IRA neu formierten. Während des Irischen Unabhängigkeitskrieges gehörte er zum Umfeld der Dublin Brigade der IRA, die von Michael Collins angeführt wurde. Collins gelang es 1920, sich Informationen über britische Agenten in Dublin (the Cairo Gang) zu verschaffen, und ordnete deren Liquidierung an. Diese Serie von Attentaten, an denen auch Lemass beteiligt war, fand am 21. November statt. Britische Truppen richteten daraufhin in Dublin ein Blutbad unter Zivilisten an; der Tag sollte als erster Blutsonntag in die irische Geschichte eingehen. Lemass wurde dann 1921 ein weiteres Mal verhaftet und bis 1923 interniert.

## Politische Karriere
Im folgenden Jahr zog er für Sinn Féin in den Dáil Éireann ein. Éamon de Valera bemühte sich zu jener Zeit, Sinn Féin dazu zu bewegen, sowohl den Irischen Freistaat als auch das irische Parlament anzuerkennen. Diese Hoffnungen scheiterten jedoch, 1926 verließen de Valera und Lemass die Partei. Sie gehörten zu jenen Aktivisten, welche die Fianna-Fáil-Partei konstituierten. Auch sie waren Gegner der Teilung Irlands, vertraten aber einen pragmatischeren Standpunkt als viele der unversöhnlichen Republikaner, welche die Abspaltung Nordirlands als Landesverrat ansahen.
Bereits 1932 gewann Fianna Fáil die Landeswahlen. Seán Francis Lemass wurde daraufhin Wirtschaftsminister. Er trat an, die irische Wirtschaft entgegen Widrigkeiten wie Einfuhrzöllen und mangelnden Engagements des Finanzministeriums aufzubauen.

Seine Anstrengungen, die nationale Wirtschaft zu stärken, führten dazu, dass importierte Kraftfahrzeuge höher besteuert wurden als inländische. Außerdem wurde die jährliche Anzahl an importierten Fahrzeugen begrenzt. In der Folge begannen ab 1933 mehrere Dutzend Unternehmen mit der Montage von Automobilen aus angelieferten Teilen. Erst 1984 endete die Montage bei einigen Herstellern.
Während des Zweiten Weltkrieges war Irland offiziell neutral und daraufhin wirtschaftlich auf sich selbst gestellt. Um dieser Situation Rechnung zu tragen, wurde das Ministerium für Versorgung geschaffen, mit Lemass an seiner Spitze. Er meisterte die schwierige Lage während der Kriegsjahre souverän, worauf de Valera ihn 1945 zum stellvertretenden Premierminister (Tánaiste) berief.
Doch die beiden Staatsmänner hatten grundsätzlich andere Anschauungen über die Zukunft des Landes. Während de Valera Irland weiterhin als traditionelles und landwirtschaftlich orientiertes Land betrachtete, plante Lemass den Ausbau der heimischen Industrie und die Modernisierung des Landes.

## Im Amt des Premierministers
1959 erklärte de Valera seinen Rücktritt vom Amt des Premierministers und des Parteivorsitzenden. Für viele war Fianna Fáil ohne ihn nicht vorstellbar, zu sehr hatte de Valera die irische Politik dominiert. Lemass übernahm an seiner statt diese Ämter und es gelang ihm, nicht nur die Staatsgeschäfte weiter zu lenken, sondern auch den überfälligen Generationswechsel zu vollziehen. Obgleich nur Premier einer Minderheitsregierung, wird seine Amtsperiode als Taoiseach als eine der produktivsten in der Geschichte Irlands angesehen. Die Handelsschranken und der Protektionismus wurden abgebaut und Irland trat 1960 dem Allgemeinen Zoll- und Handelsabkommen (GATT) bei; nur der Beitritt zur EG gelang 1961 noch nicht. Die Wirtschaft wurde durch Steuervergünstigungen und staatliche Subventionen nachhaltig gefördert.
Der politische Wandel schlug sich auch in den Beziehungen zu Nordirland nieder. Nach Jahren der feindseligen Rhetorik auf beiden Seiten gelang eine Annäherung zwischen Dublin und Belfast, 1965 knüpfte Lemass Kontakte zum damaligen nordirischen Premier Terence O’Neill. Diese Periode des Optimismus währte jedoch nicht lange, der Nordirlandkonflikt begann zu eskalieren.
Im Jahr 1966 trat Seán Lemass von seinem Amt zurück, seinen Sitz im Parlament gab er drei Jahre später auf und zog sich aus der aktiven Politik zurück. Die Krönung seines Lebenswerks, den Beitritt zur Europäischen Gemeinschaft im Jahr 1973, sollte er jedoch nicht mehr erleben; er verstarb am 11. Mai 1971 in Dublin.